# Buck Adams

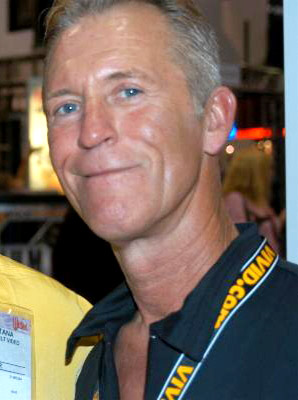
Buck Adams (2005)

Buck Adams (* 11. November 1955 in Chatsworth, Kalifornien als Charles Stephen Allen; † 28. Oktober 2008 in Northridge, Kalifornien) war ein US-amerikanischer Pornodarsteller und Pornofilmregisseur.
Adams begann seine Karriere in der Pornofilmbranche in den frühen 1980er Jahren, kurz nachdem seine Schwester Amber Lynn ebenfalls dort tätig geworden war. Sie war es auch, die ihn zum Beginn seiner Tätigkeit als Pornodarsteller ermutigt hatte. Zuvor war er als Boxer und Türsteher tätig gewesen.
Adams gewann dreimal den AVN Award in der Kategorie Best Actor und wurde in die AVN Hall of Fame aufgenommen. Während seiner Karriere spielte er in hunderten Filmen mit und führte bei 80 selbst die Regie. Unter anderem spielte er in Paul Thomas’ Bad Wives (1989), Sin City's Babewatch series, Buck Adams’ Frankenstein, Beach Patrol und Uncle Buck (2005). 
Während seiner Karriere war er zeitweilig alkohol- und drogenabhängig, jedoch gelang es ihm, seine Abhängigkeit durch die Betreuung bei den Anonymen Alkoholikern zu überwinden.
Im Oktober 2008 starb Buck Adams in Northridge im dortigen Krankenhaus an Herzinsuffizienz. In den 1990ern hatte er bereits mehrere Herzinfarkte erlitten.
Adams war kurzzeitig mit der Pornodarstellerin Janette Littledove verheiratet. Er hatte eine Tochter.

## Auszeichnungen
- 1986: XRCO Award als Stud of the Year[2]
- 1987: AVN Award als Best Actor – Video für Rockey X[3]
- 1992: AVN Award als Best Actor – Film für Roxy[4]
- 1995: AVN Award als Best Actor – Film für No Motive[5]
- 1996: Aufnahme in die XRCO Hall of Fame[6]
- Aufnahme in die AVN Hall of Fame